# Rudná u Prahy
Rudná ist eine Stadt in Tschechien. Sie liegt 15 Kilometer westsüdwestlich des Stadtzentrums von Prag und gehört zum Okres Praha-západ. Rudná entstand 1951 durch den Zusammenschluss der Gemeinde Hořelice und dem Městys Dušníky.

## Geographie
Rudná befindet sich östlich des Pürglitzer Berglandes am Radotínský potok. Nordwestlich erhebt sich der Hügel Růžová (410 m), südlich der Vinice (381 m) und im Südwesten der Krahulov (389 m). Nördlich der Stadt verläuft die Trasse der Autobahn D 5/E 50.
Nachbarorte sind Kaliště und Chýně im Norden, Sobín und Sobínka im Nordosten, Chrášťany, Jinočany und Mirešice im Osten, Dobříč im Südosten, Nučice und Krahulov im Süden, Vinice, Loděnice und Chrustenice im Südwesten, Nenačovice und Chrbiny im Westen sowie Drahelčice im Nordwesten.

## Geschichte

### Hořelice
Hořelice wurde im Jahre 1052 in der Stiftungsurkunde Břetislavs I. über die Kirche in Stará Boleslav als Zhořelec erstmals erwähnt. Im Jahre 1228 ging das Dorf zusammen mit Dušníky in den Besitz des Klosters des Hl. Georg auf dem Hradschin über. Fünf Jahre später bestätigte Papst Gregor IX. den klösterlichen Besitz. Im 14. Jahrhundert wurde das Kloster des Hl. Thomas auf der Prager Kleinseite Besitzer von Hořelice.
Nachfolgender Besitzer wurde der Burgvogt der Burg Karlštejn, Wilhelm Dubský von Třebomyslice, der das Dorf 1406 der königlichen Kammer überließ. Anschließend gelangte Hořelice wieder an das Kloster St. Georg zurück. 1436 erhielten die Brüder Jeroným, Jan und Bušek von Čečelice das Dorf Hořelice von Kaiser Sigismund für treue Dienste in den Hussitenkriegen. Seit der Aufnahme der Postverbindung von Prag nach Regensburg im Jahre 1558 führte diese durch Hořelice. Kaiser Rudolf II. verkaufte Hořelice 1607 als erbliches Gut an Zikmund Měsíček von Výškov. 1612 erwarb die Ehefrau Jan des Älteren von Straka, Katharina von Nedabylice, das Dorf. Nach der Schlacht am Weißen Berg wurde der Besitz zunächst konfisziert und 1633 zurückgegeben. Die Töchter der Katharina von Nedabylice verkauften Hořelice an Andreas Erle von Erdstein. Danach war bis 1730 das Geschlecht der Karwinski von Karwin Besitzer von Hořelice. In der Mitte des 18. Jahrhunderts erlosch die Herrschaft Hořelice und wurde an Tachlovice angeschlossen. In den Jahren 1771 und 1772 verstarben während einer Pestilenzepidemie große Teile der Bevölkerung von Hořelice.
Nach der Aufhebung der Patrimonialherrschaften bildete Hořelice ab 1850 eine Gemeinde im Bezirk Smíchov. Seit dem Beginn des 20. Jahrhunderts gehörte das Dorf zum Bezirk Kladno. Nach dem Ende des Zweiten Weltkrieges wurde es dem Okres Praha-západ zugewiesen. Zum 1. Januar 1951 erfolgte die Vereinigung von Hořelice mit Dušníky zur Gemeinde Rudná.

### Dušníky
Dušníky wurde 1228 erstmals urkundlich erwähnt, als die Äbtissin des Benediktinerinnenklosters Stará Boleslav, Dušníky und Hořelice zusammen mit weiteren Dörfern dem Kloster St. Georg auf dem Hradschin übergab. Wenzel II. übergab das Dorf dem Prager Domkapitel St. Veit. 1378 gelangte Dušníky an das Erzbistum Prag und 1410 wiederum an das Domkapitel. In den Hussitenkriegen kam Dušníky in weltliche Hände und wurde erst 1628 dem Prager Domkapitel zurückgegeben. Nachdem das Dorf im Dreißigjährigen Krieg verwüstet worden war, folgte 1649 eine Pestepidemie, die zahlreiche Opfer forderte. 1753 wurde der halbe Ort bei einem Großbrand vernichtet.
Im Winter 1799/1800 schlugen russische Truppen des Generals Suworow bei Dušníky ihr Winterlager auf. Suworow selber hielt sein Quartier auf den Gütern des Grafen Kolowrat in Dušníky.
Nach der Aufhebung der Patrimonialherrschaften bildete Dušník ab 1850 eine Gemeinde im Bezirk Smíchov. Nach 1860 begann am Hügel Vinice zwischen Dušníky und Nučice der Eisenerzbergbau. Um 1880 wurde der Ortsname in Dušníky geändert. Seit dem Beginn des 20. Jahrhunderts gehörte das Dorf zum Bezirk Kladno. 1936 wurde Dušníky zum Městys erhoben. Nach dem Ende des Zweiten Weltkrieges wurde der Flecken dem Okres Praha-západ zugewiesen. Zum 1. Januar 1951 erfolgte die Vereinigung von Dušníky mit Hořelice zum Městys Rudná u Prahy.

### Rudná
Nachdem im Jahre 1950 der Zusammenschluss von Dušníky und Hořelice zu einer Gemeinde beschlossen worden war, gab es verschiedene, mitunter skurrile, Entwürfe zur Benennung der neuen Gemeinde. Angenommen wurde schließlich der Name „Rudná u Prahy“, der auf der hundertjährigen Geschichte des Erzbergbaus am Vinice fußt, und von Schülern des Ortes eingereicht worden war.
Seit 1995 führt Rudná ein Wappen und Banner. Am 27. Oktober 2000 wurde Rudná zur Stadt erhoben.

## Stadtgliederung
Für die Stadt Rudná sind keine Ortsteile ausgewiesen. Sie besteht aus den Siedlungen und Katastralbezirken Hořelice (Horschelitz) und Dušníky (Duschnik, 1939–1945 Kirchsassen).

## Sehenswürdigkeiten
- Schloss Hořelice, die ehemalige Feste wurde um 1700 durch die Karwinski von Karwin zu einem Barockschlösschen umgebaut. 1839 erfolgte ein weiterer Umbau.
- Kirche Johannes des Täufers in Hořelice, die seit 1356 nachweisbare Kirche wurde um 1605 durch einen Neubau ersetzt. 1697 ließen die Karwinski von Karwin die Beschädigungen des Dreißigjährigen Krieges beseitigen. In den Jahren 1740 bis 1747 erfolgte auf Veranlassung der Besitzerin von Tachlovice, Großherzogin Anna Maria von Toskana, ein Neubau, der unter ihrer Tochter vollendet wurde.
- Marterl, errichtet 1610
- Kirche St. Georg in Dušníky, die auf der Anhöhe Homole nordöstlich des Ortskerns von Dušníky errichtete Kirche entstand 1687–1688 an Stelle einer Kapelle aus dem 13. Jahrhundert. Nach dem Bau der Eisenbahn von Prag nach Beraun, die unterhalb der Kirche vorbeiführte, kam es wegen des lockeren Baugrundes zur ständigen Erschütterungen durch vorbeifahrende Züge. Nachdem in der barocken Kirche starke Risse festgestellt worden waren, erfolgte 1904 der Abriss der Kirche. Zwischen 1908 und 1910 erfolgte die Errichtung einer neuen Kirche im neoromanischen Stil.